# 彦惣弘
彦惣 弘（ひこそう ひろし、1947年 - ）は、日本の弁護士。立命館大学大学院法務研究科教授、京都弁護士会会長、京都市人事委員会委員長、関西急送代表取締役社長、日本クリニック代表取締役社長、京進監査役等を歴任。旭日小綬章受章。

## 人物・経歴
京都市左京区一乗寺出身。高校卒業まで京都で過ごし、1973年一橋大学大学院法学研究科修士課程修了。法学修士。修士論文は「ゲルバーの国法理論研究」。指導教官杉原泰雄。大学院1年次に旧司法試験に合格。もともと学者志望で、大学教員職のオファーも受けていたが、気乗りせず、博士課程を休学し最高裁判所司法研修所司法修習生として2年間過ごした。
司法修習生時代に弁護士の仕事に面白さを感じるようになり、1975年に弁護士登録。1977年彦惣法律事務所所長。1995年関西急送株式会社代表取締役社長。2002年日本クリニック株式会社代表取締役社長。2004年度には京都弁護士会会長を務め、偽証罪や横領罪での京都弁護士会所属弁護士の相次ぐ逮捕に対応するなどした。2006年日本クリニック株式会社取締役相談役。2008年京都市人事委員会委員長。2009年立命館大学大学院法務研究科教授。2010年株式会社京進監査役。
専門は民事法や倒産法などで、京都古文化保存協会顧問、京都府個人情報保護審議会委員、京都府豆腐油揚商工組合顧問弁護士、京都市路上喫煙等対策審議会会長、京都市都市整備公社評議員、国立京都国際会館監事等も歴任。2013年、離婚調停の依頼者だった男性に上京区の路上で複数回刺され重傷を負った。2017年旭日小綬章受章。同年立命館大学大学院法務研究科教授を退任、同客員教授。